# Нова Заїмка
Нова За́їмка (рос. Новая Заимка) — село у складі Заводоуковського міського округу Тюменської області, Росія.
Населення — 4143 особи (2010, 4229 у 2002).
Національний склад станом на 2002 рік:
- росіяни — 90 %